# ناپدری (فیلم)
ناپدری(به فرانسوی: Beau-père)'''(به انگلیسی: Stepfather) فیلمی کمدی-درام به نویسندگی و کارگردانی برتران بلیه که در سال ۱۹۸۱ منتشر شد. با بازی پاتریک دوور، آریل بس، موریس رونه. این فیلم در جشنواره فیلم کن ۱۹۸۱ پخش بین‌المللی داشت. فیلم علی‌رغم موضوعی بحث‌برانگیز برخی نقدهای مثبت دریافت کرد.

## دداستان
درباره سکس یک دختره باکره با ناپدریشه

## بازیگران
- پاتریک دوور رمی
- آریل بس ماریون
- موریس رونه چارلی
- موریس ریش نیکلاس
- ماشا مریل
- ناتالی بای
- پی‌یر کوسو

## موضوع
. . . . .

## تولید

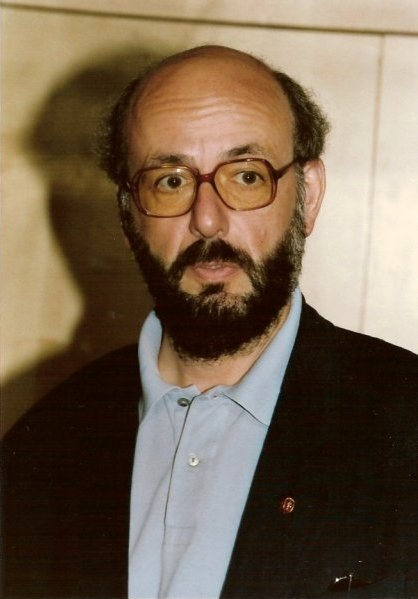
کارگردان برتران بلیه

. .
. ....

## انتشار
این فیلم در جشنواره فیلم کن در ماه مه سال ۱۹۸۱ به نمایش درآمد. ..

## نقد

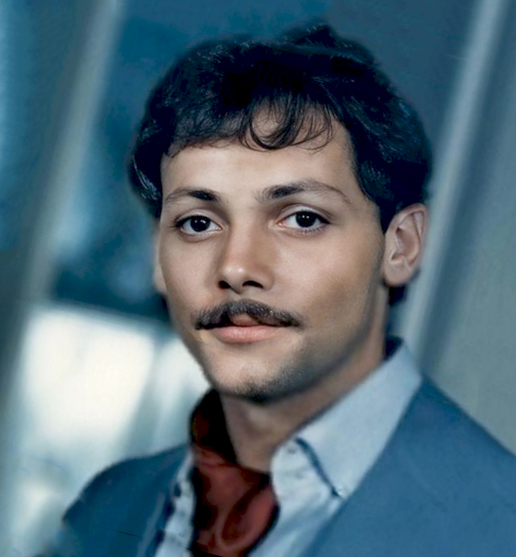
منتقدان با تمجید از عملکرد آریل بس و پاتریک دوور بود که نامزد دریافت جایزه سزار بهترین بازیگر مرد.

.
...

### جوایز
ناپدری برای نخل طلا در جشنواره کن رقابت کرد اما برنده نشد. جایزه سزار بهترین بازیگر مرد.
| جایزه                          | دسته                      | Recipient(s)            | نتیجه    | Ref(s) |
| ------------------------------ | ------------------------- | ----------------------- | -------- | ------ |
| Boston Society of Film Critics | بهترین فیلم زبان خارجی    | ناپدری با تاکسی zum Klo | برنده    | [ ۲۶ ] |
| جایزه سزار                     | بهترین بازیگر نقش اول مرد | پاتریک دوور             | نامزدشده | [ ۲۷ ] |

### کتابشناسی
- Cowie, Peter (1994). Variety International Film Guide. Samuel French Trade.
- Harris, Sue (2001). Bertrand Blier. Manchester and New York: Manchester University Press. ISBN 0-7190-5297-1.
- Lafarge, Claude (1983). "L'effet de genre". La Valeur littéraire: Figuration littéraire et usages sociaux des fictions. Fayard. ISBN 221367017X.
- Lanzoni, Remi Fournier (22 October 2015). French Cinema: From Its Beginnings to the Present (2nd ed.). New York, London, New Delhi and Sydney: Bloomsbury Publishing. ISBN 1-5013-0309-0.
- Maltin, Leonard (2001). Leonard Maltin's 2002 Movie & Video Guide. A Signet Book.
- Rège, Philippe (2010). Encyclopedia of French Film Directors. Vol. 1. Lanham, Maryland, Toronto and Plymouth: The Scarecrow Press. ISBN 0-8108-6939-X.